# Pecci-Grabplatte

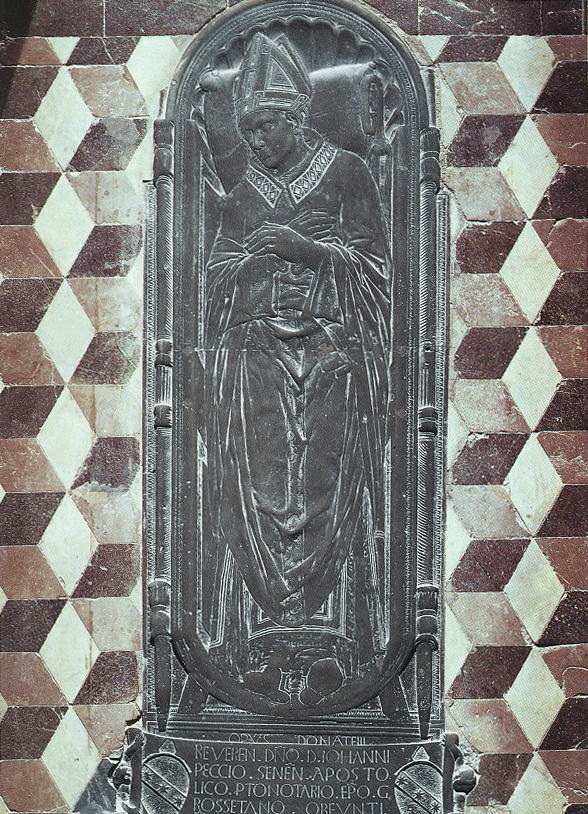
Grabplatte des Giovanni di Bartolomeo Pecci

Die Pecci-Grabplatte ist ein Donatello zugeschriebenes und zwischen 1427 und 1452 entstandenes Flachrelief im Dom von Siena (Italien) und singulär im Werk des Künstlers.

## Beschreibung
Im Jahre 1875 führte der Kunsthistoriker Hans Semper die Pecci-Grabplatte aus Bronze in die Donatello-Literatur ein. Giovanni di Bartolomeo Pecci war apostolischer Pronotar, Domherr in Siena und Bischof von Grosseto ab 1417. Er verstarb dort im Jahre 1426 und wurde im Dom von Siena beigesetzt und mit Donatellos Grabplatte geehrt. Die Signatur des nach herrschender Meinung als authentisch geltenden »OPUS DONATELLI« findet sich an einer kaum sichtbaren Stelle der Grabtafel. Mit diesen vom Werk selbst gelieferten Angaben erschöpfen sich die Fakten. Die Forschung hat sich deshalb auf eine Eingliederung zwischen 1427 und 1452 beschränkt.
Studien stellen vor allem den perspektivischen Aufbau des Flachreliefs und die Konsequenz der Ausführung heraus, die in keiner anderen Grabplatte Donatellos erreicht wird. Mit einer auf einen festgelegten Standpunkt des Betrachters ausgerichteten Perspektive schaffte er die Illusion eines aufgebahrten Leichnams, der für den Zeitraum der Totenmesse vor einem Altar aufgebaut wurde. Das Arrangement bezieht sich auf den Altar des Sieneser Schutzpatrons Sant’Ansano, vor dessen Stufen die Grabplatte in den Fußboden eingefügt wurde. Bereits 1420 konnte die Cappella di Sant’Ansano in der Ecke zwischen Chorkapelle und nördlichem Querhausarm lokalisiert werden. Die 1458 zum ersten Mal im Inventar des Domes erwähnte und als in der Mitte des Chores befindliche erwähnte Pecci-Grabplatte ist zweifellos in ihrer heutigen Anordnung vor der St. Ansanus Kapelle nicht am originalen Platz.